# Баресков, Николай Алексеевич
Николай Алексеевич Баресков (1924 — 1997) — советский инженер-конструктор, кандидат технических наук (1965), создатель материалов и технологий для изделий
ракетно-космической техники, участник осуществления запуска первого в мире искусственного спутника Земли — космического аппарата «Спутник-1» (1957). Заслуженный машиностроитель Российской Федерации (1996).

## Биография
Родился 8 апреля 1924 года в деревне Прикащецкое Сергиевского уезда Московской губернии.

### Начальная деятельность и участие в Великой Отечественной войне
С 1940 по 1941 год работал на Загорском трубном заводе в должности токаря, с 1941 по 1942 год работал на Краснозаводском химическом заводе в должности слесаря. С 1942 года призван в ряды РККА и после окончания офицерских курсов был участником Великой Отечественной войны в составе 290-го гвардейского стрелкового полка, 95-й гвардейской стрелковой дивизии, 5-й гвардейской армии в должности командира пулемётного взвода, воевал на 2-м Украинском фронте. В 1943 году Н. А. Баресков в бою получил тяжёлое  ранение в правую руку с раздроблением локтевого сустава.

### В ЦНИИ материаловедения и участие в создании ракетно-космической техники
С 1944 по 1947 год обучался в Мытищинском машиностроительном техникуме, по окончании которого получил специальность техника. С 1947 года на научно-исследовательской работе в Отделении материаловедения НИИ-88 (с 1975 года — Центральный научно-исследовательский институт материаловедения МОМ СССР) в должностях: старший лаборант, техник и старший техник, инженер и старший инженер, руководитель группы, сектора и лаборатории. Одновременно с трудовой деятельностью обучался на Всесоюзном заочном политехническом институте, который окончил в 1953 году получив специальность инженера-механика. В 1965 году Н. А. Баресков защитил диссертацию  на соискание учёной степени кандидат технических наук.
Н. А. Баресков занимался вопросами в области разработок новых
материалов для паяных конструкций и освоении припоев в области ракетно-космической техники, в том числе в 1957 году участвовал в разработке материалов
для ракеты-носителя Р-7, первых и последующих искусственных спутников Земли и пилотируемых космических кораблей, в том числе первого в Мире искусственного спутника Земли космического аппарата «Спутник-1».
Научные разработки Н. А. Барескова в области высокотемпературной пайки применялись при сборке жидкостных ракетных двигателей для одноразовой четырёхступенчатой ракеты-носителя среднего класса «Молния», для  ракеты-носителя тяжёлого класса «Протон», предназначенного для выведения автоматических космических аппаратов на орбиту Земли и далее в космическое пространство, в том числе такие как 11Д58, при сборке жидкостных ракетных двигателей двухступенчатой ракеты-носителя среднего класса Зенит, одноразовой ракеты-носителя «Зенит-SL» и для ракеты-носителя сверхтяжёлого класса «Энергия». Основные исследования Н. А. Барескова в области высокотемпературной пайки применялись при сборке жидкостных ракетных двигателей для пилотируемого космического корабля «Союз ТМА-М» и серии транспортных беспилотных грузовых космических кораблей «Прогресс-М», а так же для пилотируемой научно-исследовательской орбитальной станции «Мир», функционировавшей в околоземном космическом пространстве.
27 декабря 1957 года Указом Президиума Верховного Совета СССР «За заслуги в деле создания и запуска в Советском Союзе Первого в Мире искусственного спутника Земли» Н. А. Баресков был награждён Орденом «Знак Почёта».
9 апреля 1996 года Указом Президента России № 515 «За заслуги перед государством,  большой вклад в  разработку  и создание  многоцелевого  орбитального пилотируемого комплекса "Мир"» Н. А. Баресков был удостоен почётного звания Заслуженный машиностроитель Российской Федерации.
Н. А. Баресков являлся автором более пятидесяти научных работ и двадцати семи  авторских свидетельств и патентов на изобретения.
Скончался 21 сентября 1997 года в Москве, похоронен на Невзоровском кладбище
Московской области.

## Награды
- Орден Отечественной войны I степени (06.04.1985)
- Орден Красной Звезды (06.11.1947)
- Орден «Знак Почёта» (27.12.1957)
- Медаль «За победу над Германией в Великой Отечественной войне 1941—1945 гг.»[1][3][2]

### Звания
- Заслуженный машиностроитель Российской Федерации (9.04.1996)[4]